# Stevia rebaudiana
Espèce
Classification phylogénétique
Stevia rebaudiana appelée aussi « Chanvre d'eau » ou simplement « Stévia » est une espèce de plantes à fleurs de la famille des Asteraceae contenant des édulcorants intenses naturels. Originaire des régions tropicales d'Amérique du Sud (Paraguay), elle pousse à l'état sauvage dans des prairies ou des massifs montagneux, sous un climat semi-aride.
La Stévia est cultivée pour servir d'édulcorant dès l'époque précolombienne par les Guaranis. Elle est aujourd’hui cultivée et utilisée à grande échelle dans de nombreux pays d'Amérique du Sud et d'Extrême-Orient. Elle représente une part importante des édulcorants consommés au Japon et en Australie. Des extraits de la plante n’ont été autorisés qu’en août 2008 en Suisse et en décembre 2008 aux États-Unis. L'Autorité européenne de sécurité des aliments émet à son tour le 14 avril 2010 un avis favorable à l’utilisation de différents extraits purifiés de Stevia, les glycosides de steviol (stévioside, dulcoside A, rubusoside, stéviolbioside, rébaudioside A, B, C, D, E et F), en tant qu’additifs alimentaires, reprenant la position de la France où l'utilisation du rébaudioside A (édulcorant purifié à 97 %) est autorisée provisoirement pour une durée maximale de 2 ans depuis janvier 2010.
Il convient de distinguer la plante, dont les feuilles peuvent être séchées et réduites en poudre grossière (généralement de couleur brune), et les édulcorants issus de la plante (stéviols, stéviosides et rébaudiosides principalement) qui sont extraits par macération dans des solutions hydroalcooliques, puis purifiés, séchés et présentés en poudre fine (généralement de couleur blanche).
Les édulcorants intenses laissent une sensation sucrée qui dure plus longtemps que celle du saccharose. Certains peuvent laisser une légère amertume ressemblant à la réglisse, surtout à forte concentration, mais cet arrière-goût réglissé n'est provoqué chez la stévia que par le composé rébaudioside A. Leur fort pouvoir sucrant (jusqu'à 300 fois celui du saccharose) suscite l'intérêt comme alternative au sucre et à l'aspartame.
Les édulcorants intenses de la stevia sont surtout utilisés pour le thé et le café, où ils remplacent le sucre. Ils n'ont pas les mêmes propriétés que le sucre ou les autres édulcorants et ne peuvent pas le remplacer dans la plupart des recettes de gâteau.

## Histoire
Les Indiens guaranis ont utilisé pendant des siècles l'espèce Stevia rebaudiana comme édulcorant et comme plante médicinale. Ils l'appelaient ka'á-he'ê, ce qui signifie herbe sucrée, et l'utilisaient pour adoucir l'amertume du maté. La feuille de stévia a un pouvoir sucrant 30 à 45 fois supérieur à celui du sucre.
En 1931, des chimistes français ont isolé un hétéroside qui donne son goût sucré aux feuilles de cette plante. Ils le nomment stévioside et isolent comme aglycone son agent sucrant, le stéviol. Le pouvoir sucrant du stévioside fut évalué à environ 300 fois plus fort que le sucre de canne. Depuis, d'autres molécules sucrantes minoritaires basées sur le même aglycone ont été isolées, leur pouvoir sucrant variant de 30 à 450 : les rébaudiosides (A-F), le rubusoside, le stéviolbioside et le dulcoside A. Le stévioside et le rébaudioside A sont les composés sucrés majoritaires.
| Composé                      | Pouvoir sucrant |
| ---------------------------- | --------------- |
| Stévioside                   | 250-300         |
| Rébaudioside A               | 250-450         |
| Rébaudioside B               | 300-350         |
| Rébaudioside C (Dulcoside B) | 50-120          |
| Rébaudioside D               | 25-400          |
| Rébaudioside E               | 150-300         |
| Rubusoside                   | 114             |
| Dulcoside A                  | 50-120          |
| Stéviolbioside               | 100-125         |

Au début des années 1970, les Japonais ont commencé à cultiver la plante et à produire des extraits pour remplacer les édulcorants de synthèse, tels que le cyclamate ou la saccharine. Le liquide extrait des feuilles et le stévioside purifié sont utilisés comme édulcorants et commercialisés au Japon depuis 1971. Ils représentent 40 % du marché des édulcorants en 2005 dans ce pays qui en est le plus grand consommateur au monde.
La stévia est maintenant cultivée et consommée dans de nombreux pays d'Asie : Chine (depuis 1984), Corée, Taïwan, Thaïlande, Malaisie, Viêtnam. On la trouve aussi en Amérique du Sud (Brésil, Paraguay et Uruguay) et en Israël. Le Paraguay a autorisé la stévia en 2004. La Chine est le plus grand exportateur de stévia.
Au sein de l'Union européenne, la demande d'autorisation des feuilles a été faite en 1998 et en 2007 (par l'association Eustas - European Stevia Association). La plante est en effet un nouvel aliment au sens du règlement 258/97 relatif aux nouveaux aliments et nouveaux ingrédients alimentaires. Insuffisamment étayée, la demande datant de 1998 a abouti à un refus de commercialisation. La demande d'autorisation d'extraits de stévia en tant qu'additifs alimentaires dans l'alimentation a été déposée par Morita Kagaku Kogyo (première firme japonaise à le commercialiser en 1971) en janvier 2007 et Cargill en novembre 2009. L'évaluation du dossier de demande d'autorisation déposé en 2007 a finalement été terminée le 14 avril 2010 par l'EFSA.
À la suite de l'avis de l'EFSA la Commission européenne et les États membres ont inscrit les extraits de stevia évalués en annexe du Règlement (CE) n° 1333/2008 du Parlement européen et du Conseil du 16 décembre 2008 sur les additifs alimentaires. La commercialisation de ces extraits de stevia, classés comme édulcorants, est possible.
Rebiana est la marque commerciale de l'édulcorant contenant principalement du rébaudioside A (appelé aussi Reb A), Truvia est celle développée conjointement par Cargill et la société Coca-Cola, PureVia par PepsiCo.

## Culture
La plante atteint 40 à 60 cm, parfois jusqu'à 1 m de hauteur et fleurit en août-septembre. Elle est aujourd'hui cultivée en Argentine, au Brésil, en Uruguay, en Amérique centrale, aux États-Unis et au Canada dans le sud de l'Ontario, en Chine, en Corée, au Japon, en Thaïlande, au Viêtnam, en Israël, en Crimée (Ukraine) et en Angleterre…

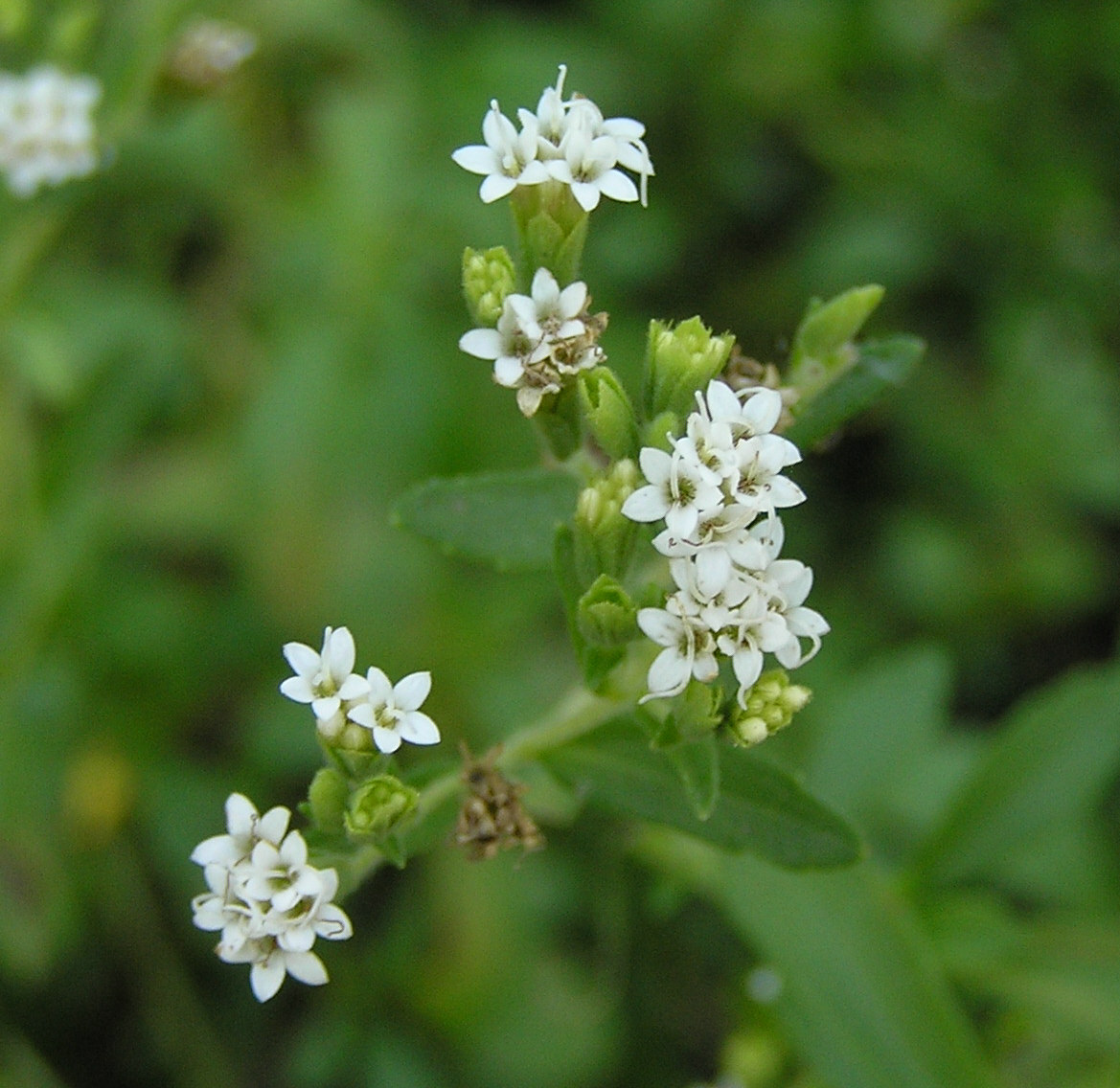
Fleurs, exposition horticole Royal Flora Ratchaphruek, Thaïlande

Ses tiges faibles semi-ligneuses portent des feuilles opposées, les petites fleurs blanches apparaissent sur des têtes indéfinies. Elle est autostérile et son pollen peut être allergène, les graines sont petites et sont dispersées par le vent grâce à leur pappus duveteux.
Elle prospère en plein soleil, dans des sols relativement pauvres, mais craint la sécheresse, les racines poussant près de la surface. Pratiquer un arrosage léger tous les 2 ou 3 jours et un paillis autour des plants.
La germination des graines étant faible (environ 25 %), il est plus efficace de replanter des boutures achetées chez un pépiniériste en demandant des plants à forte concentration en stévoïdes. Elle se bouture facilement en toute saison et se transplante en même temps que les tomates, étant sensible aux températures inférieures à 10 °C. Elle pousse aussi bien en terre qu'en pot. Les feuilles sont plutôt à récolter en automne car la concentration en stévioside (agent sucrant) est plus forte.
On fait sécher ses feuilles puis on les réduit en poudre (en prenant soin de retirer avec un tamis les nervures, qui ont un goût un peu amer). On peut aussi sucrer ses boissons en faisant infuser des feuilles fraîches (une feuille correspond à un sucre) ou séchées. Les feuilles sèches sont, à poids égal, entre 30 et 45 fois plus sucrées que le saccharose.

### Composition
Les feuilles de stévia contiennent (en % de matière sèche) 6,2 % de protéines, 5,6 % de lipides, 52,8 % de glucides, 15 % de stévioside et environ 42 % de substance soluble dans l'eau.

## Utilisation

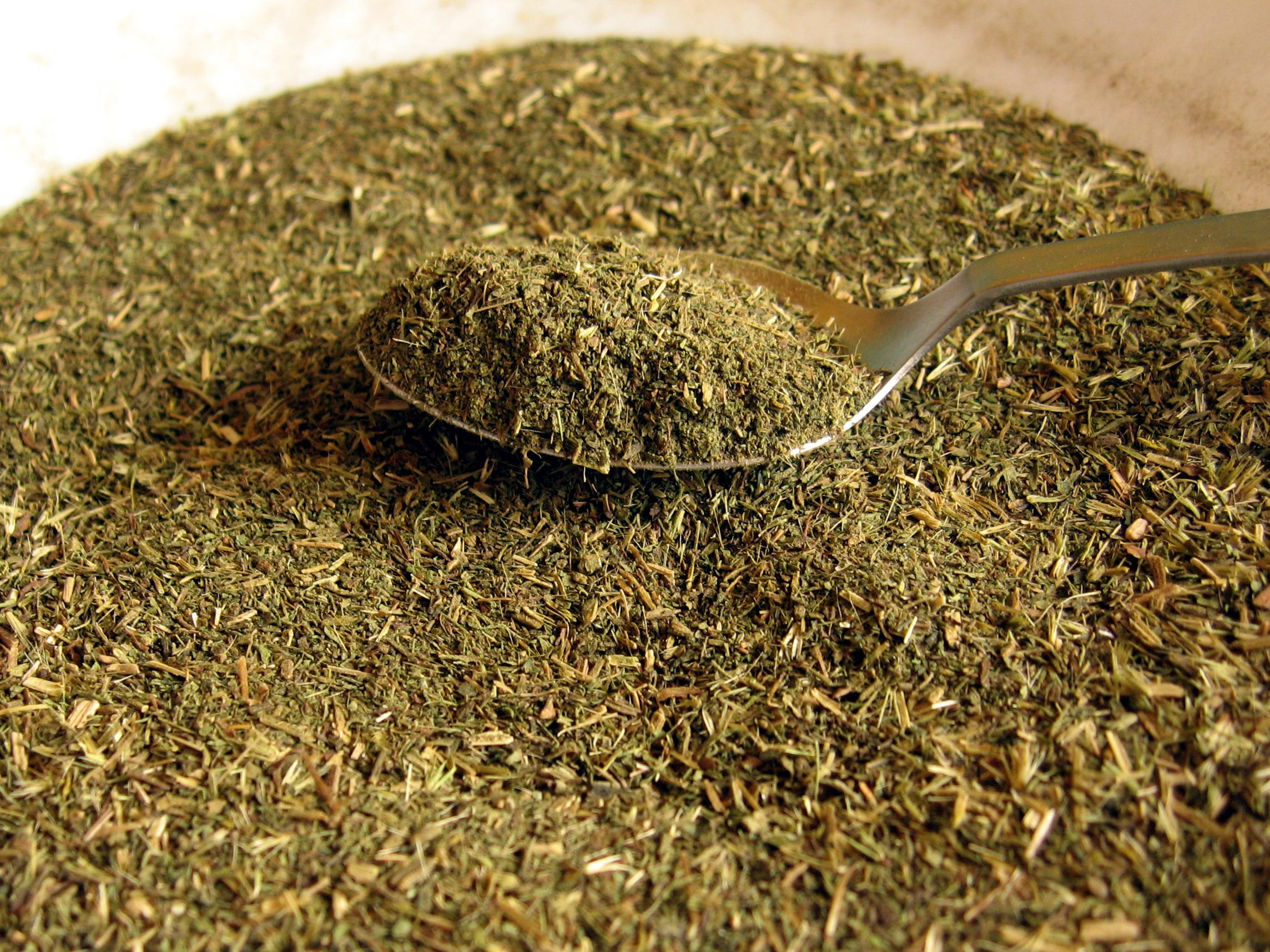
Poudre de feuilles de cette espèce

### Alimentaire
Les extraits de stévia, étant intensément sucrés, peuvent remplacer le sucre, sans apporter de calorie, dans les produits « sans sucre » ou comme édulcorant de table.
La feuille de stévia est utilisée dans les infusions et pour remplacer le sucre.

### Réglementation
L'utilisation alimentaire de la plante sous forme de feuille n'est pas autorisée dans l'Union européenne en application de la règlementation relative aux nouveaux aliments (cf. paragraphe « Histoire » supra).
Depuis le 26 août 2010, l'emploi d'un extrait de stévia en tant qu'édulcorant (les édulcorants relèvent de la règlementation relative aux additifs alimentaires) est autorisé provisoirement en France par un arrêté pour une durée maximale de 2 ans. Seuls les extraits raffinés contenant plus de 97 % de rébaudioside A sont autorisés.
Son emploi dans les édulcorants de table est autorisé au titre du règlement (CE) n°1333/2008 sur les additifs alimentaires (annexe II)
Les extraits de stévia sont autorisés dans la plupart des pays asiatiques (Chine, Japon, Corée) et d'Amérique latine (Brésil, Paraguay...).
En Suisse, la stévia est uniquement autorisée comme ingrédient dans des tisanes, et ce en quantités minimes. La dose maximale de feuilles de stévia dans une tisane ne doit pas excéder 2 % des plantes entrant dans la composition du produit. Tout autre usage de la plante ou des feuilles est interdit dans les denrées alimentaires. Pour ce qui est de l'extrait de Stevia rebaudiana, son utilisation doit faire l'objet d'une autorisation de l'Office fédéral de la santé publique au cas par cas.

### Effets sur la santé
Une étude menée en 1985 sur le stéviol, produit de dégradation du stévioside et du rébaudioside (deux des glycosides présents dans sa feuille) conclut qu'il est mutagène en présence d'extraits de foie de rats prétraités avec de l'Aroclor 1254. Mais ces résultats n'ont pu être reproduits et les données de cette première étude ne permettent même pas d'arriver à cette conclusion.
Des tests plus récents sur les animaux ont donné des résultats mitigés en ce qui concerne la toxicité et les effets secondaires de l'extrait de cette espèce. Certains de ces tests ont trouvé un faible effet mutagène, et d'autres aucun danger,. Bien que les dernières études montrent que sa consommation est sans risque, les agences gouvernementales ne concluent pas à la sécurité de ce produit,,.
En 2006, l'OMS a conduit une évaluation approfondie sur les expériences concernant le stévioside et les stéviols menées sur les animaux et les hommes, et a conclu que « le stévioside et le rébaudioside A ne sont pas mutagènes (ni in vitro ni in vivo) et que les effets mutagènes du stéviol observés in vitro ne se sont pas manifestés in vivo ». Aussi, le rapport n'a trouvé aucun effet cancérogène. Enfin, il a été montré que « le stévioside est un principe actif chez les patients souffrant d'hypertension ou de diabète de type 2 », mais que d'autres études étaient nécessaires pour déterminer le dosage approprié.
En 2008, la FAO, via le comité d'expert du JECFA, a établi une dose journalière admissible maximale pour le stéviol de 4 mg/kg de poids corporel.
Des millions de Japonais utilisent des extraits de stévia depuis trente ans sans aucun effet secondaire connu ou rapporté. En médecine traditionnelle, ses feuilles sont utilisées depuis des siècles en Amérique du Sud et des recherches sont conduites depuis plusieurs années dans le cadre du traitement du diabète de type 2. Au Viêtnam, l'infusion de feuilles séchées est recommandée pour les diabétiques.

### Recherche scientifique
En 2015, le Department of Biology and Environmental Science de l'université de New Haven publie son étude faisant état des propriétés antibiotiques et antiparasitaires de l'extrait de Stevia rebaudiana face à la bactérie Borrelia burgdorferi.
Les tests ont été réalisés in vitro sur les différentes formes de cette bactérie pathogène (spirochète), notamment les formes kystiques (biofilms) si difficiles à combattre. L'efficacité a été comparée à celle d'autres antibiotiques comme la Doxycycline, le Céfopérazone, et la Daptomycine utilisés seuls ou en combinaison pour lutter contre cette bactérie responsable de la Borréliose de Lyme chez l'humain.

## Synonyme
- Eupatorium rebaudianum Bertoni